# Liste der Museen in Vorarlberg

## A

### Alberschwende
- Heimatmuseum und landwirtschaftliche Sammlung Mesmers Stall

### Andelsbuch
- Werkraum Bregenzerwald – Handwerk und Baukultur

### Au
- Barockbaumeister Museum

## B

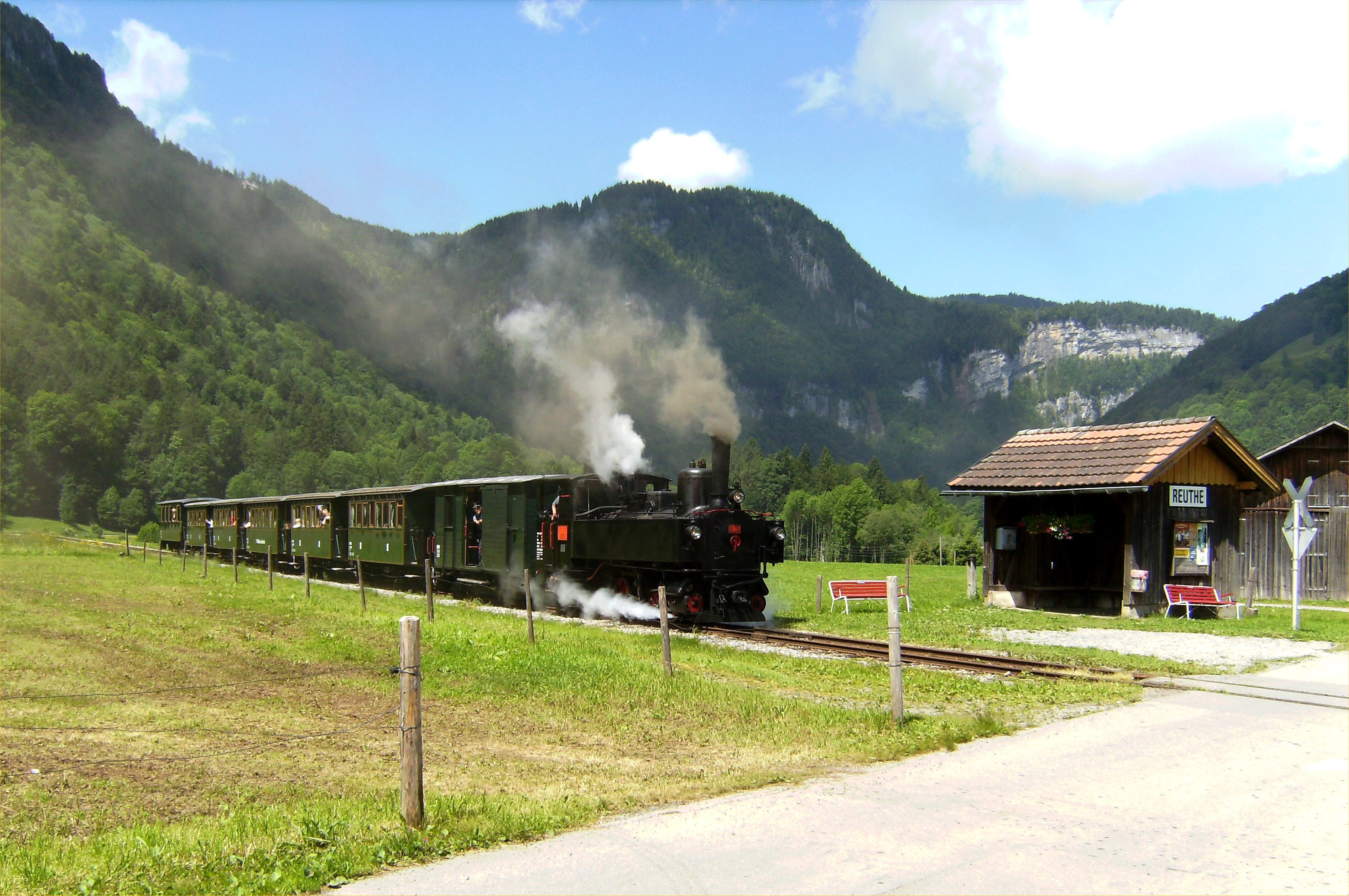
Bregenzerwaldbahn (Museumsbahn)

### Bartholomäberg
- Frühmesshaus Bartholomäberg (Denkmalhof)

### Bezau
- Heimatmuseum Bezau (Denkmalhof)
- Bregenzerwaldbahn

### Blons
- Puppenmuseum Blons

### Bludenz
- Stadtmuseum Bludenz

### Bregenz
- Kunsthaus Bregenz
- Martinsturm (stadtgeschichtliche Dauerausstellung)
- Territorialabtei Wettingen-Mehrerau
- vorarlberg museum
- Vorarlberger Militärmuseum im Kommandogebäude Oberst Bilgeri[1]

### Bürserberg
- Paarhof Buacher (Denkmalhof)

## D

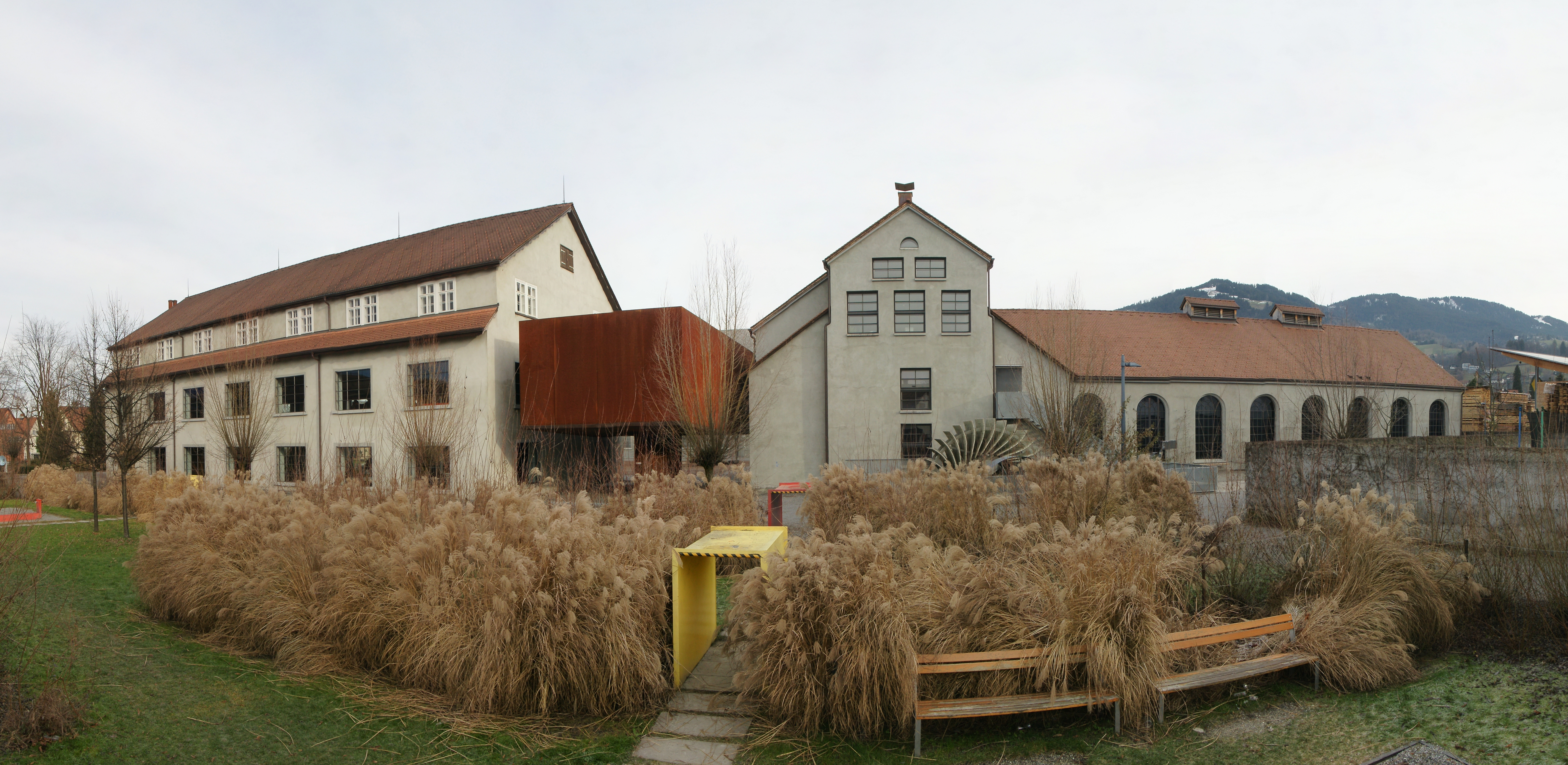
Inatura in Dornbirn

### Dalaas
- Klostertalmuseum Wald am Arlberg

### Damüls
- FIS-Skimuseum Damüls

### Dornbirn
- FLATZ Museum
- Vorarlberger Architektur Institut
- Inatura
- Krippenmuseum Dornbirn
- Kunstraum Dornbirn
- QuadrART Dornbirn
- Rolls-Royce-Museum
- Stadtmuseum Dornbirn mit Textilmusterarchiv
- Mohren Biererlebniswelt

## E

### Egg
- Egg Museum

## F

### Feldkirch
- Finanz- und Zollgeschichtliche Sammlung
- Schattenburgmuseum
- Wirtschaftsarchiv Vorarlberg
- Motorradmuseum Feldkirch

### Frastanz
- Vorarlberger Museumswelt
- Vorarlberger Elektromuseum
- Vorarlberger Tabakmuseum
- Vorarlberger Landesfeuerwehrmuseum

## G

### Gaschurn
- Alpin- und Tourismusmuseum Gaschurn (Denkmalhof)

## H

### Hard
- Museum des Feuerwehr-Oldtimer-Vereins Hard
- Textildruckmuseum Mittelweiherburg

### Hittisau
- Alpsennereimuseum Hittisau
- Frauenmuseum Hittisau
- Gemeindemuseum Hittisau

### Hohenems
- Alte-Zeiten-Museum
- Arche Noah – Sammlung Kunst & Natur
- Elisabeth-Schwarzkopf-Museum
- Franz-Schubert-Museum Hohenems
- Jüdisches Museum Hohenems, Mikwe (Hohenems)
- Legge-Museum
- Nibelungen-Museum
- Otten Kunstraum
- Schubertiade Museum
- Schuhmacher Museum
- Stoffels Säge-Mühle

## K

### Koblach
- Museum für Urgeschichte Koblach

## L

### Lauterach
- Kunst im Rohnerhaus

### Lech
- Museum Huber-Hus
- Kästle-Mountain-Museum
- Walsermuseum Lech-Tannberg

### Lochau
- Ortsgeschichte Sammlung Lochau

### Lustenau
- Rauch's Radiomuseum
- Rhein-Schauen – Museum und Rheinbähnle
- Stickereimuseum Lustenau
- Druckwerk Lustenau

## R

### Rankweil
- Freilichtmuseum Villa Rustica
- Museum für Druckgrafik Rankweil

### Riefensberg
- Juppenwerkstatt Riefensberg

### Riezlern
- Walsermuseum Riezlern

### Röthis
- Schmiedemuseum Röthis

## S

### Schoppernau
- Felder-Museum

### Schröcken
- Alpmuseum-uf-m-Tannberg

### Schruns
- Montafoner Heimatmuseum Schruns

### Schwarzach
- Heimatmuseum Schwarzach, auch Heimathaus Linzenberg (Denkmalhof) oder „Hermann-Dür-Haus“

### Schwarzenberg
- Angelika-Kauffmann-Museum

### Silbertal
- Montafoner Bergbaumuseum Silbertal

### Sonntag
- Heimatmuseum Großes Walsertal (Denkmalhof)

## W

### Wald am Arlberg
- Klostertal-Museum

### Wolfurt
- Spielzeugmuseum Wolfurt